# 外坪村 (新竹縣)
外坪村為臺灣新竹縣北埔鄉南部的一村。位於大坪溪流域的山地，下設8鄰，人口342人，是北埔鄉人口最少的村，均為客家人。
南坪村境高地落差大，產業發展受限。曾有煤礦業興盛於日治時期至1970年代，煤礦礦源主要分佈於南埔、南坑、大坪、四十二分、內大坪等地，現在已完全停止開採。
內大坪冷泉又稱為北埔冷泉，在大坪溪上游，依地質分類屬於臺灣西部麓山帶的沉積岩溫泉。東南部有許多道教寺廟立於北埔、竹東、五峰交界的山上，和北埔冷泉同為外坪村境內主要的觀光遊憩景點。
1895乙未戰爭抗日烈士姜紹祖的墓園即位於外坪村大坪國小旁。

## 交通
竹37可向北連絡北埔市區，向南可至南庄鄉的東河。竹37-4向東可到達瑞峰、上坪。